# 의사당대로

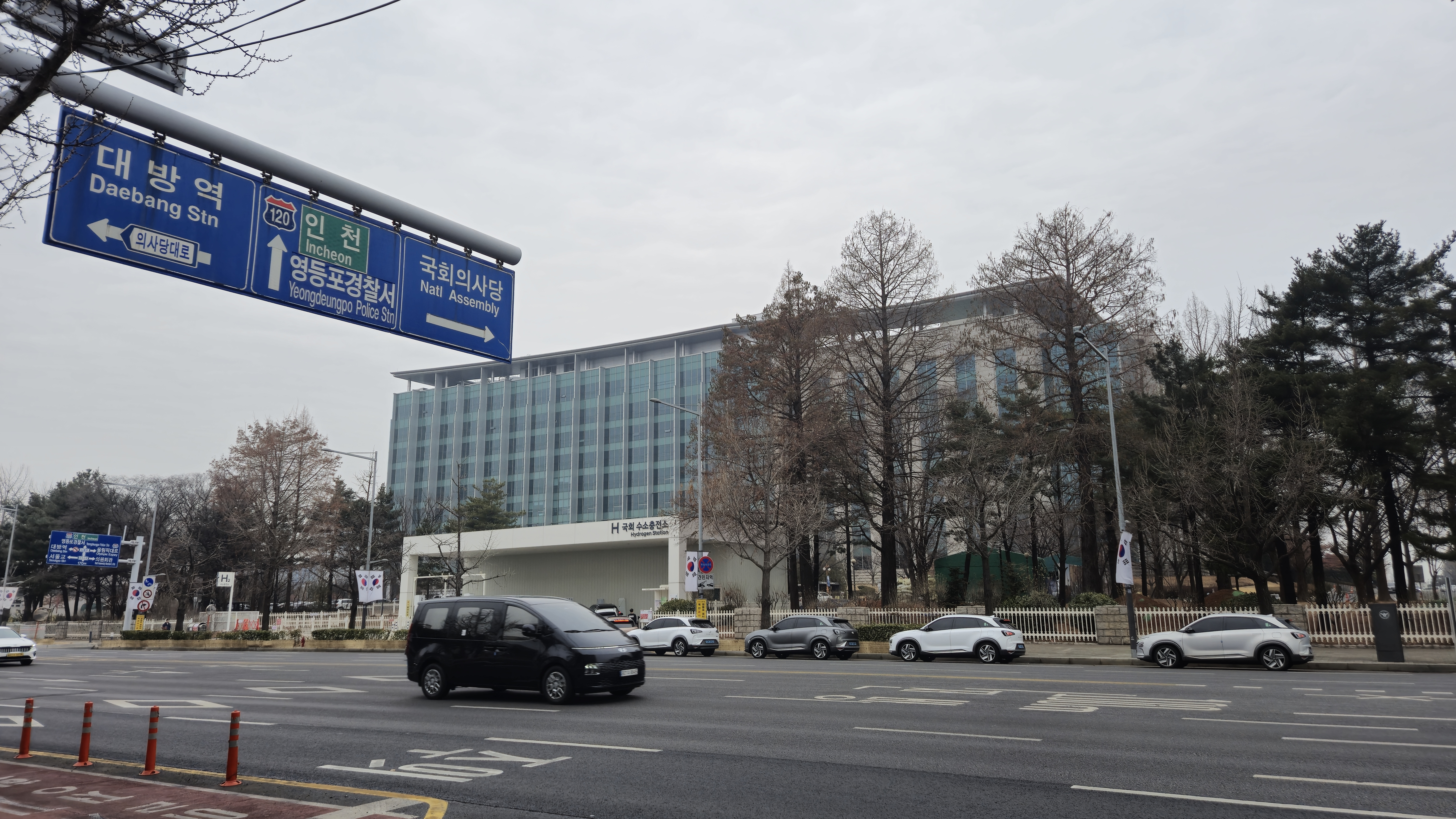
의사당대로의 국회수소차충전소(의사당대로 1) 국회대로 방면

의사당대로(議事堂大路)는 대한민국 서울특별시 영등포구 여의도동 국회의사당에서 여의교북단삼거리를 잇는 왕복 10차선 도로로써, 총 길이는 1.65 km이다.

## 노선
- 국회의사당 - 여의도공원 - 여의지하차도 - 여의도역 - 대한지적공사 - 여의교 북단삼거리

## 연결 도로
- 시작점인 국회의사당에서는 국회대로와 연결되며, 종점인 여의교 북단삼거리에서는 여의대방로와 만난다.

## 주요 건물 및 시설
- 국회의사당, 국회방송 (서울특별시 영등포구 의사당대로 1)
- 현대카드 본사, 현대캐피탈 (서울특별시 영등포구 의사당대로 3)
- 교보증권 (서울특별시 영등포구 의사당대로 97)
- 한국투자금융지주 (서울특별시 영등포구 의사당대로 88)
- 여의도역 (서울특별시 영등포구 의사당대로 지하 101)
- 샛강역 (서울특별시 영등포구 의사당대로 지하 166)
- 하나증권 (서울특별시 영등포구 의사당대로 82)

## 사진

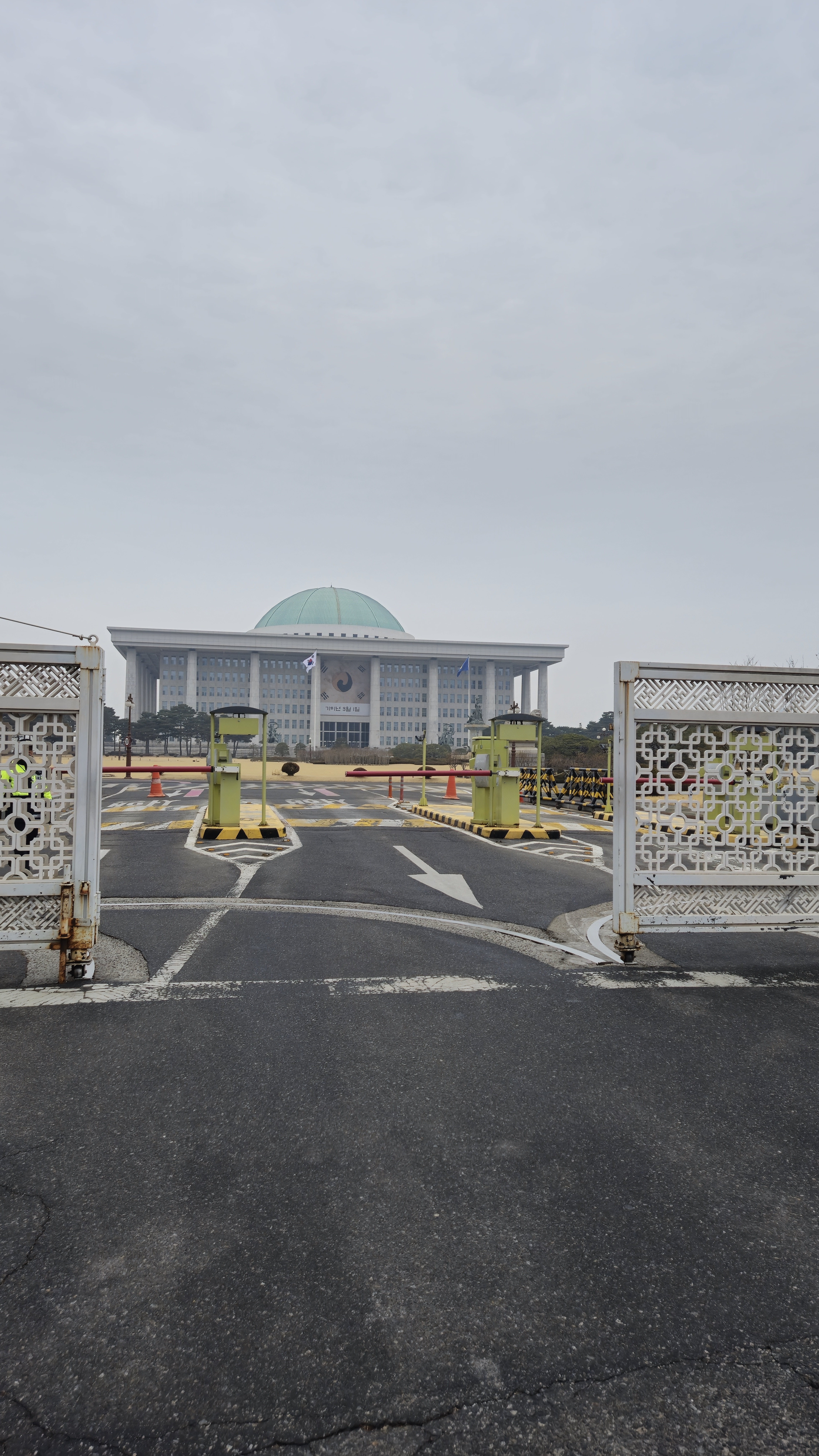
국회의사당(의사당대로 1)
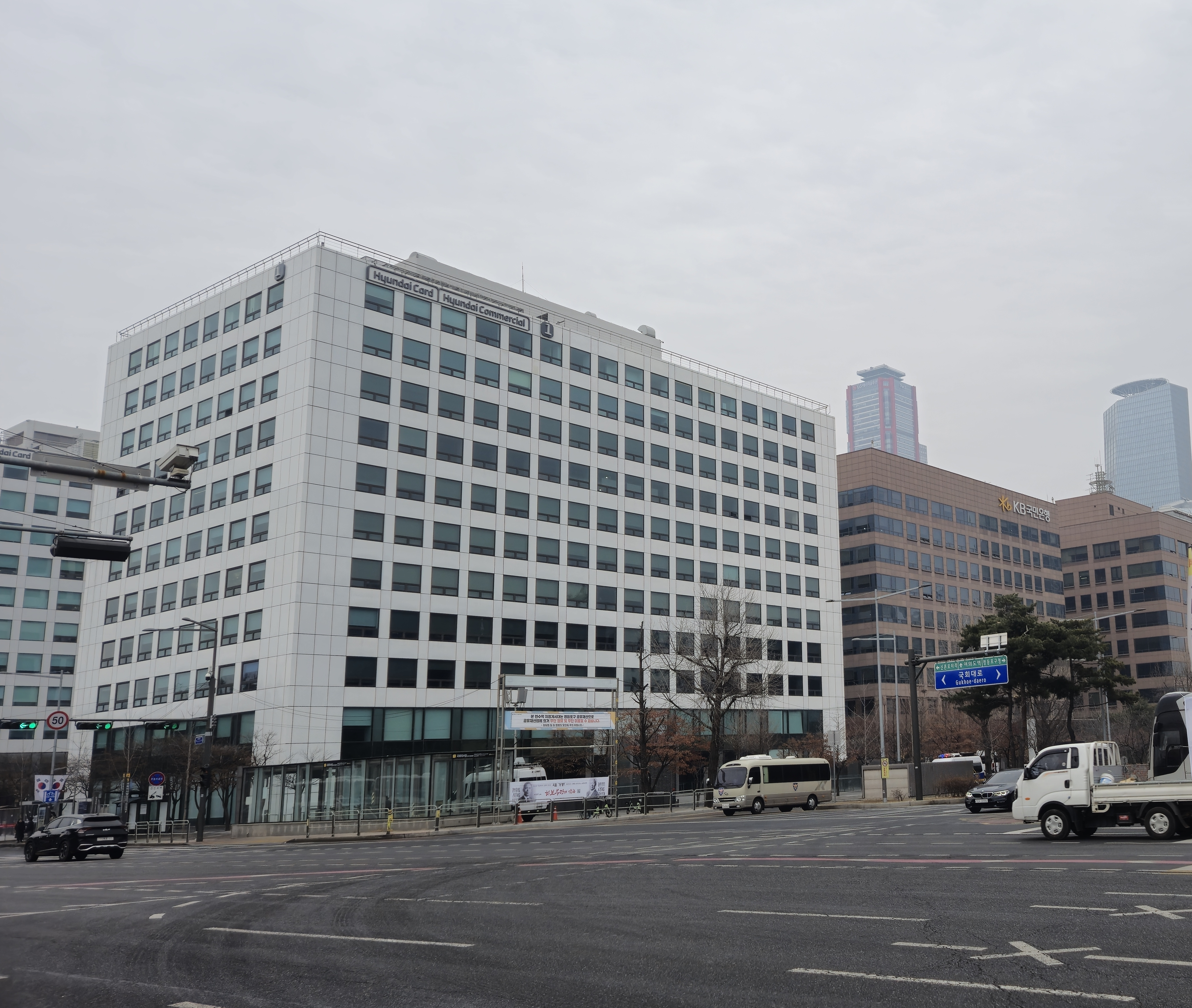
현대카드 본사건물
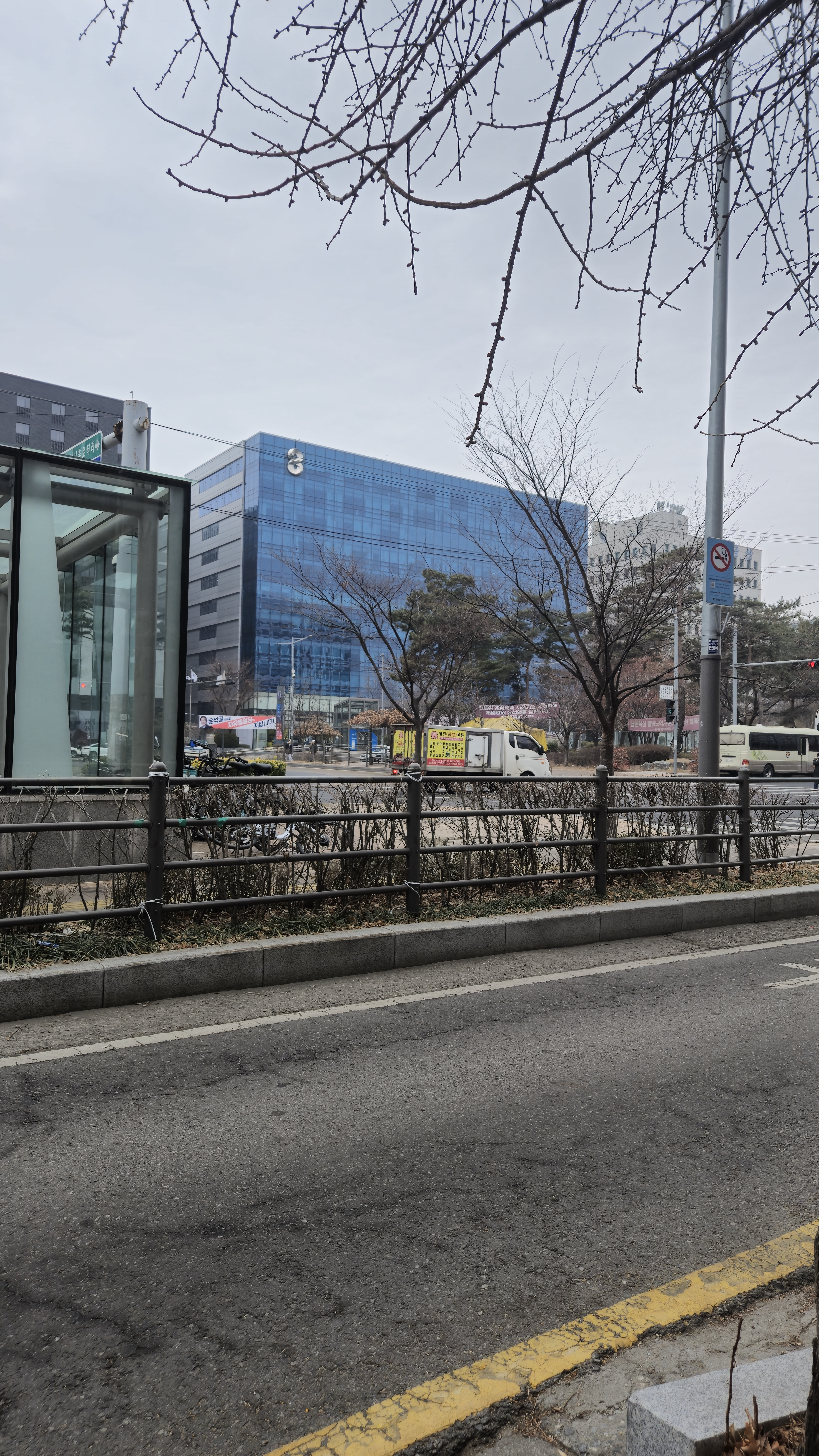
의사당대로 풍경
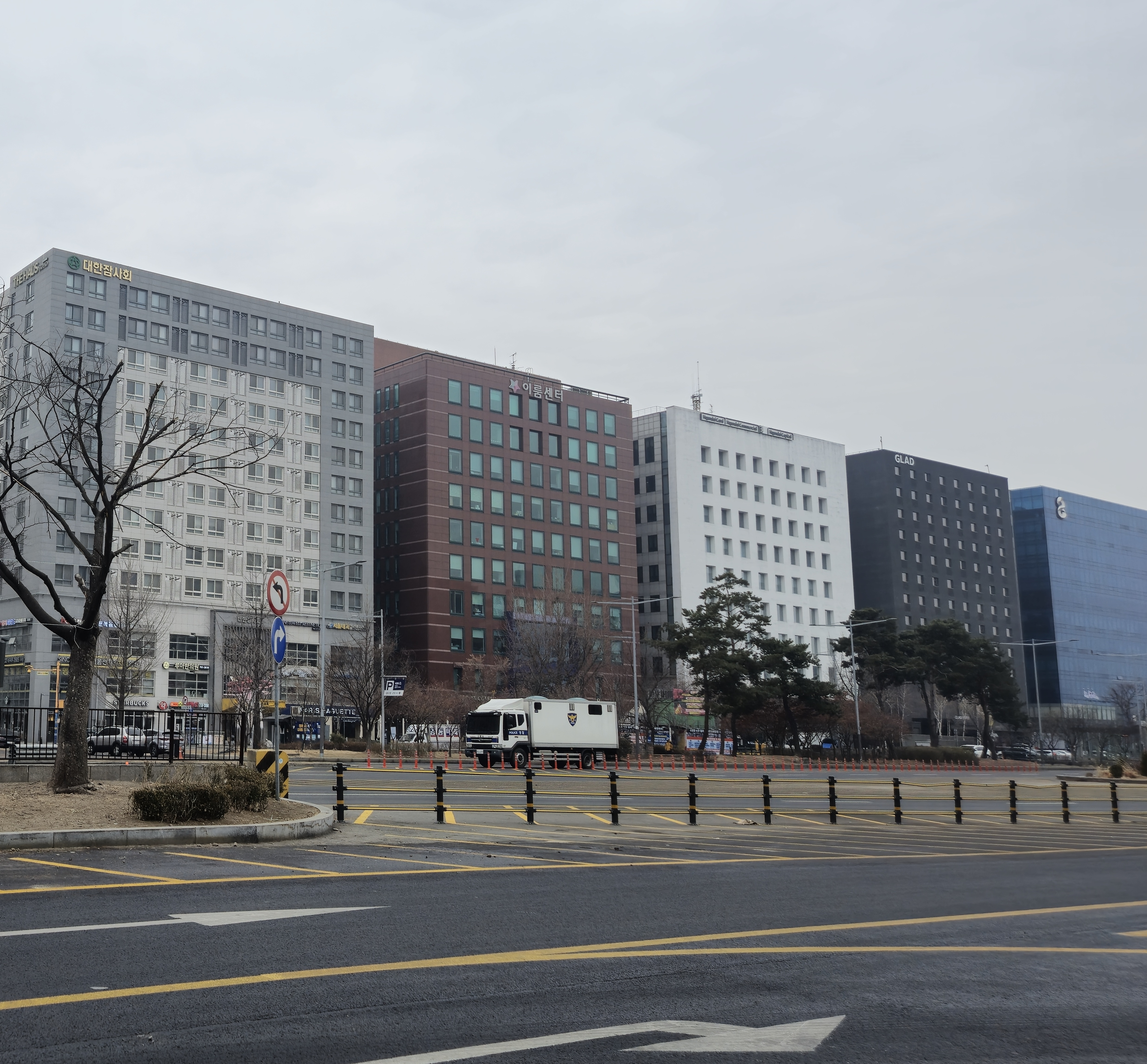
의사당대로 빌딩 풍경
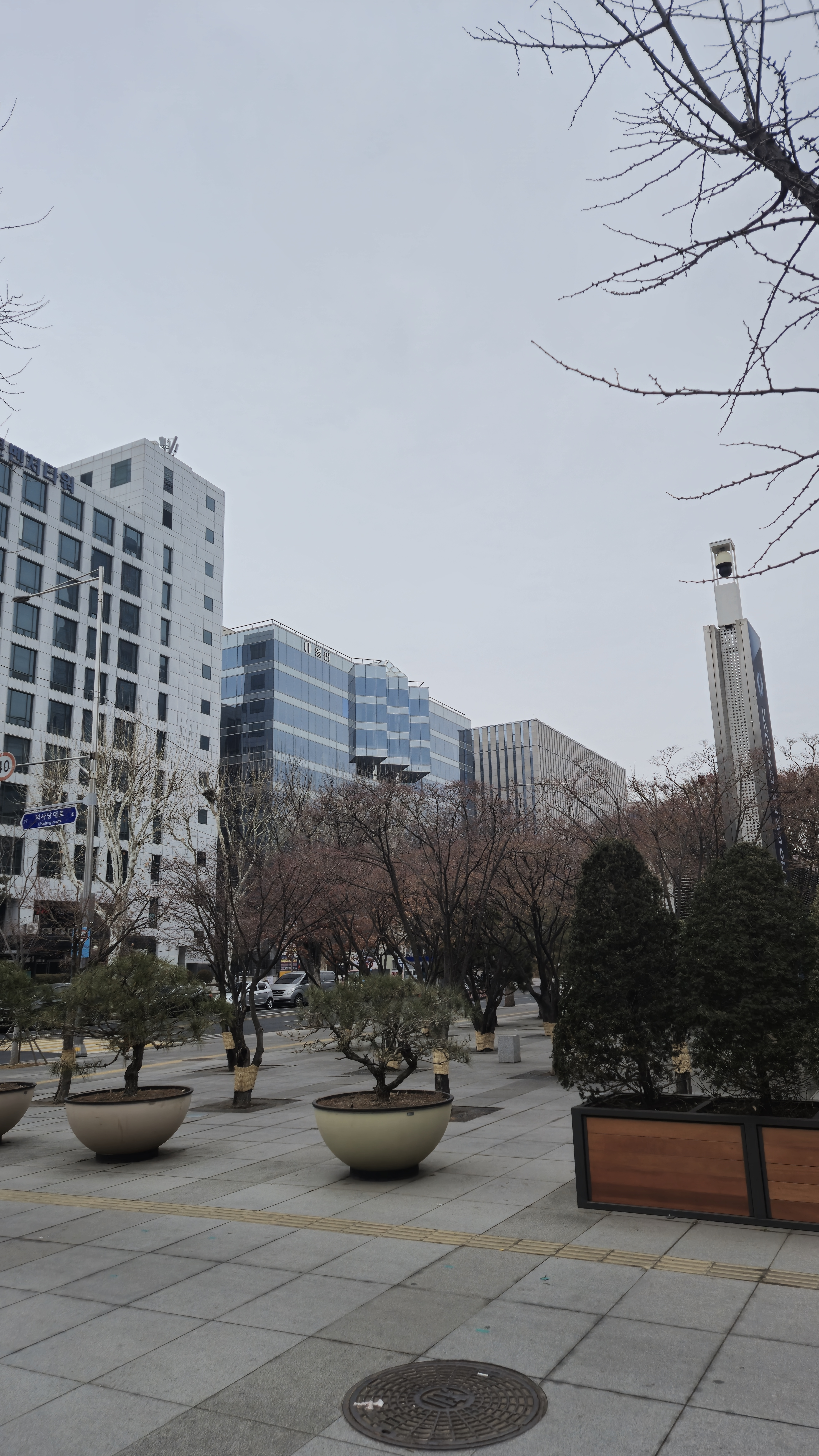
의사당대로 앞 정원 풍경

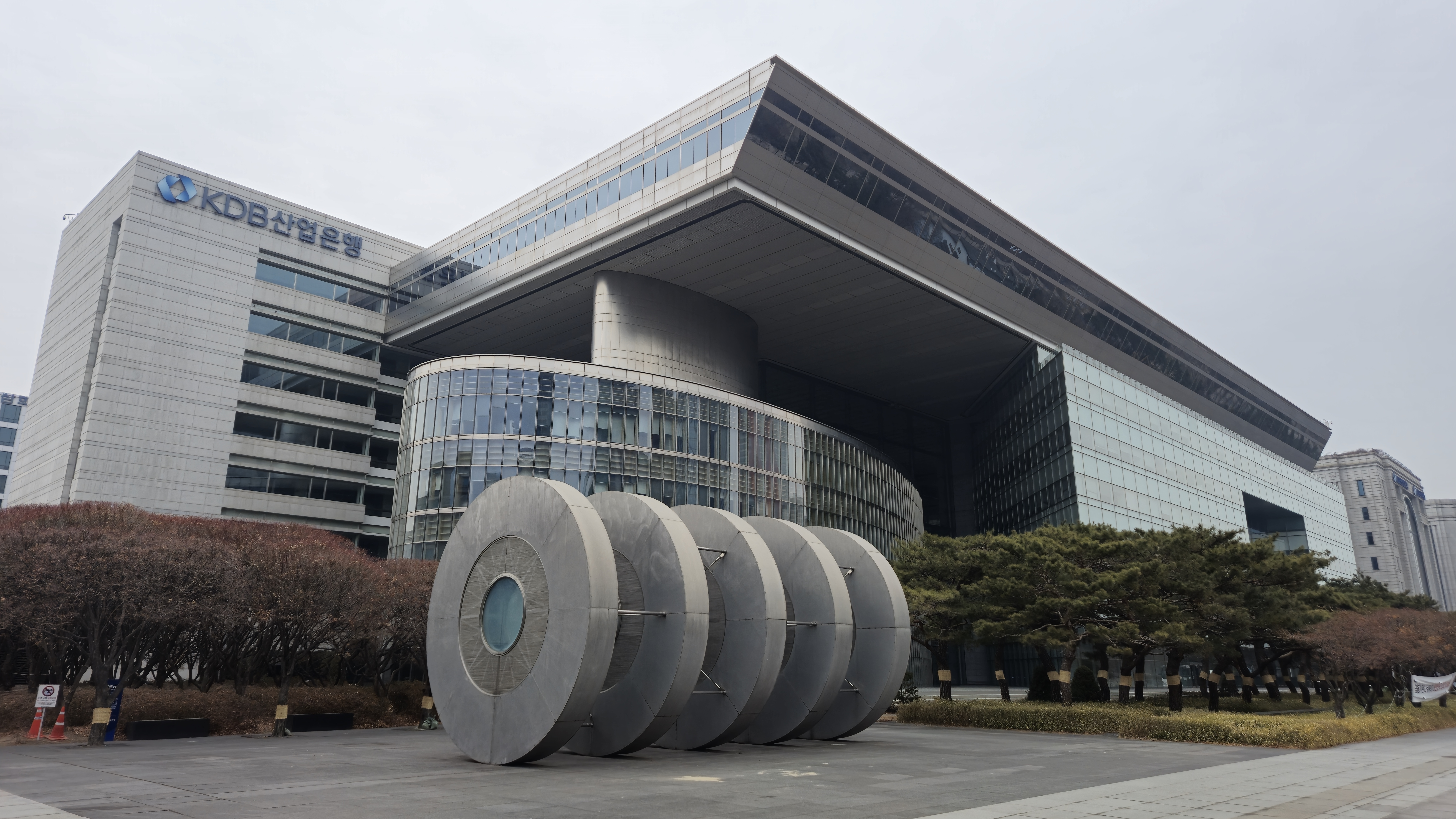
KDB산업은행(은행로 14)
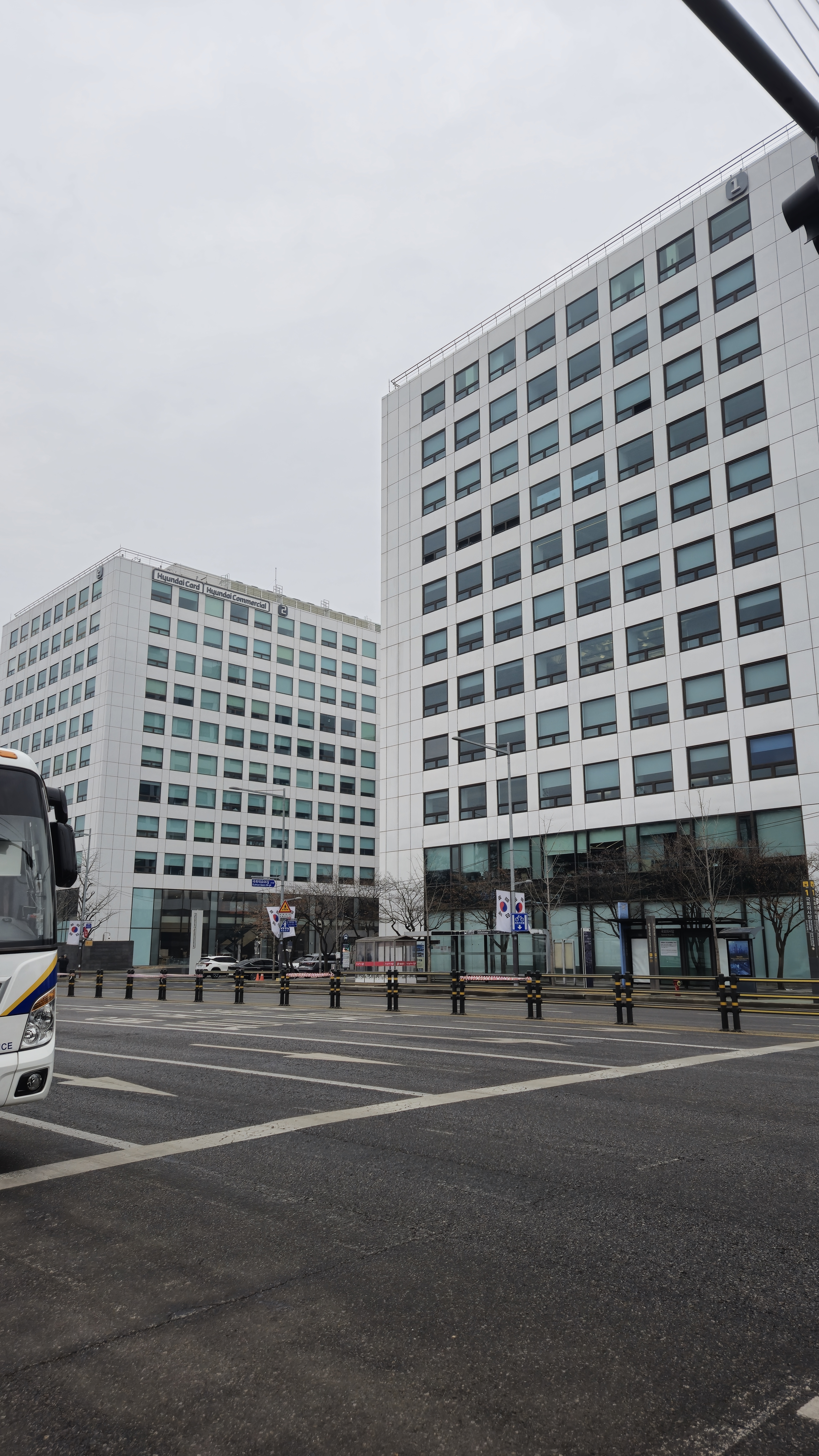
현대카드 본사건물(의사당대로 3)
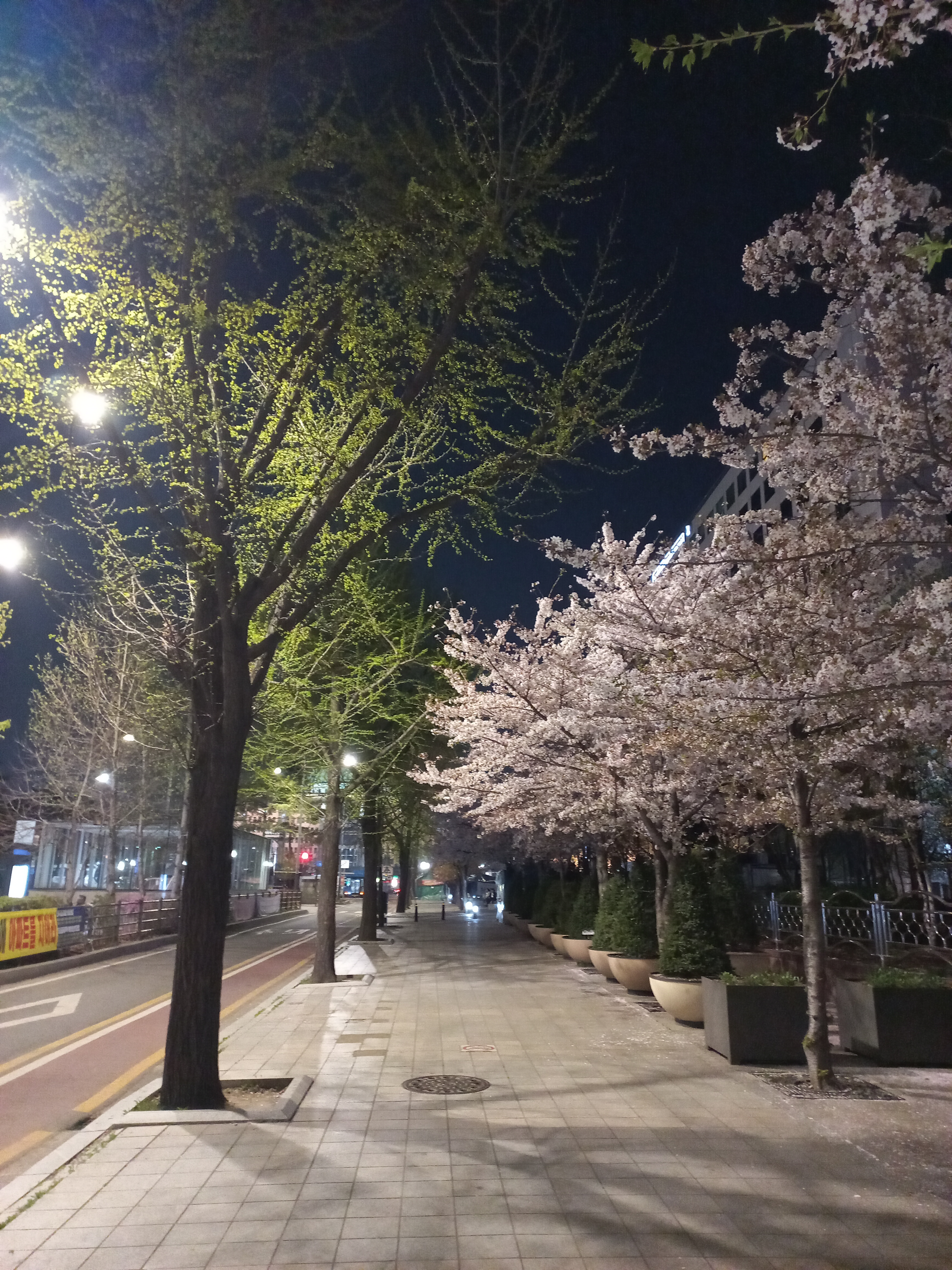
국회의사당역 근처 도로(KB국민은행 서여의도영업부 근처)
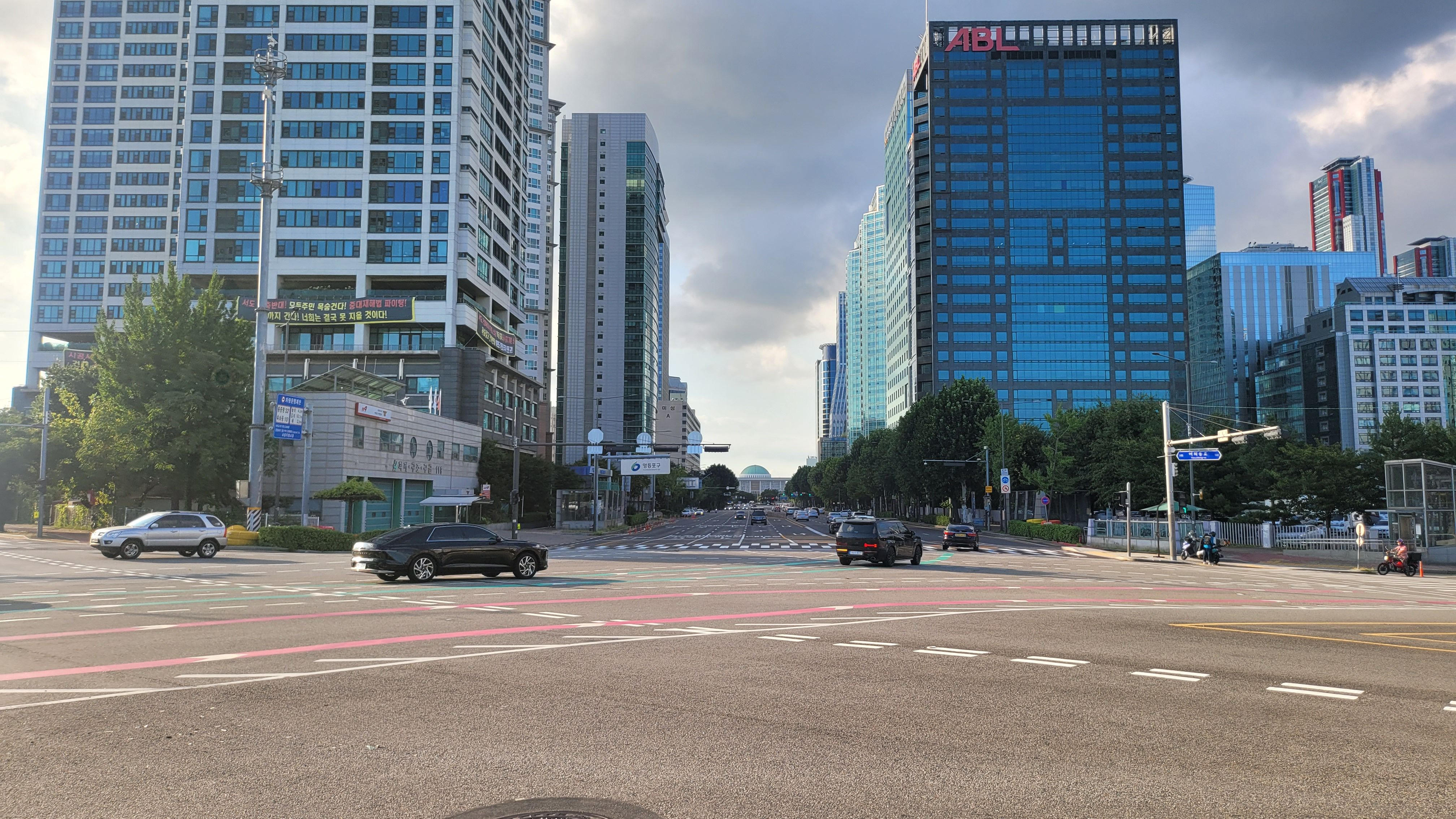
샛강역에서 의사당대로를 통해 국회의사당 방향을 바라본 모습.
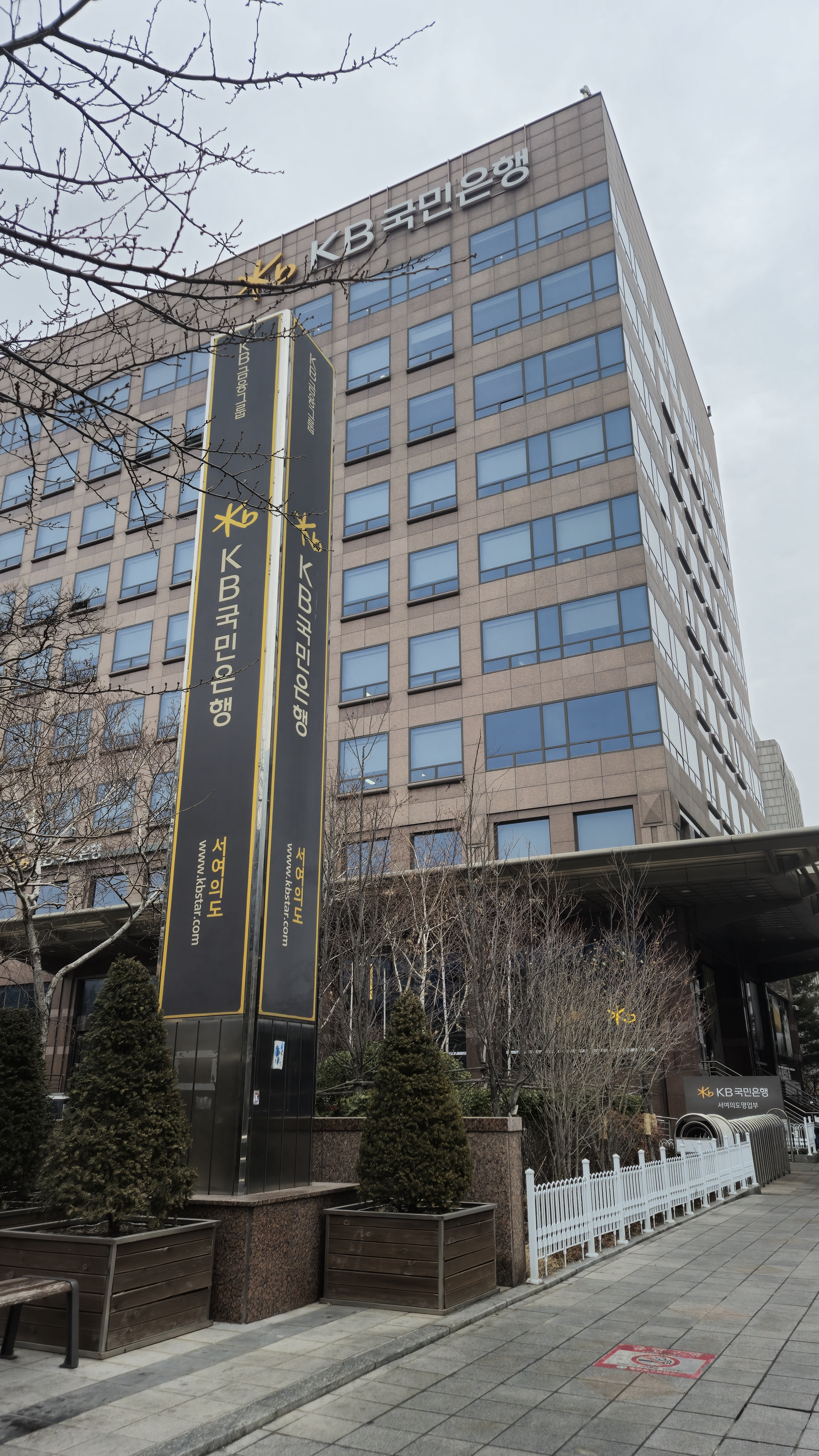
국민은행 간판(서여의도 영업부)
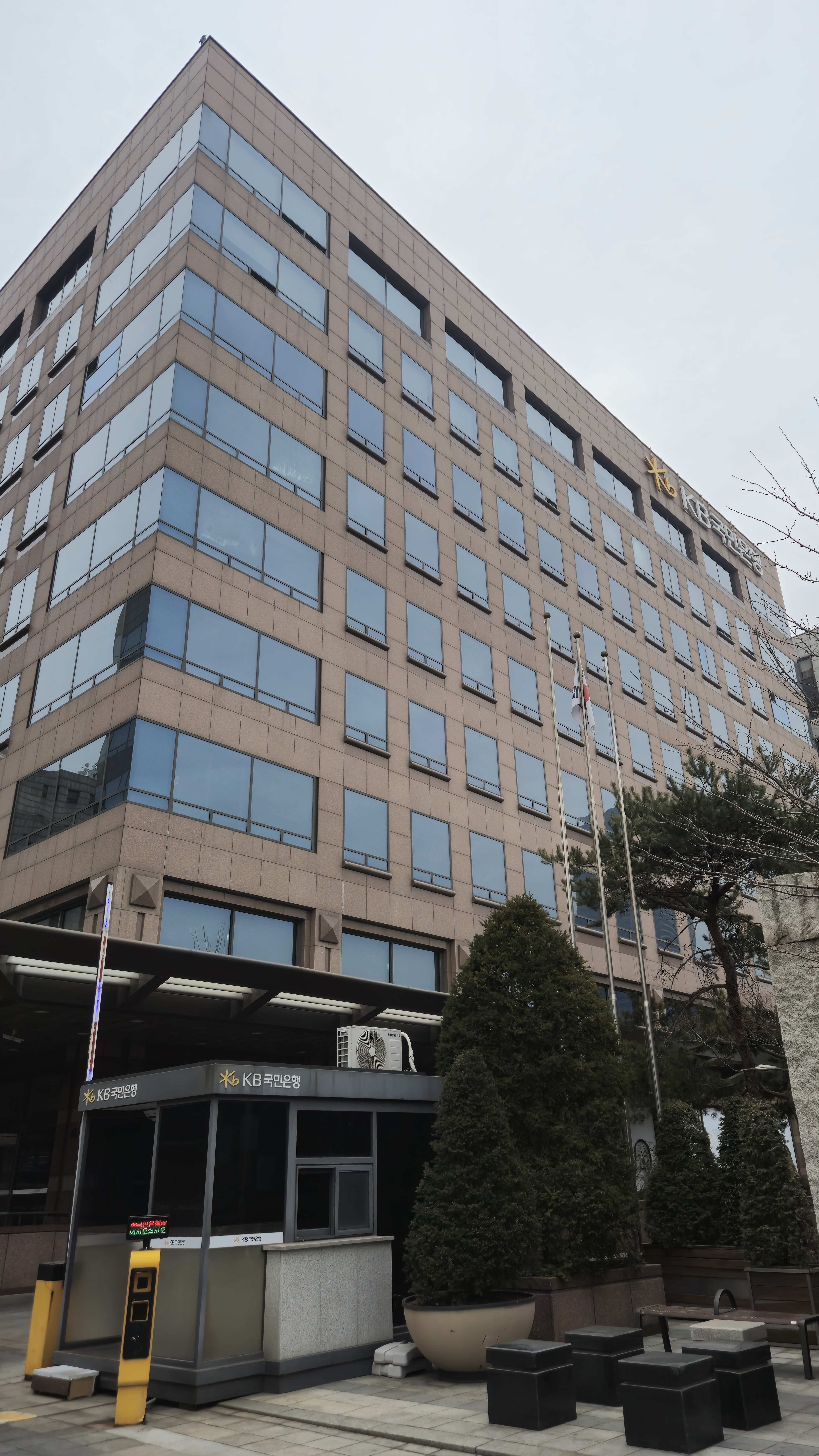
국민은행 우측건물 (서여의도 영업부)
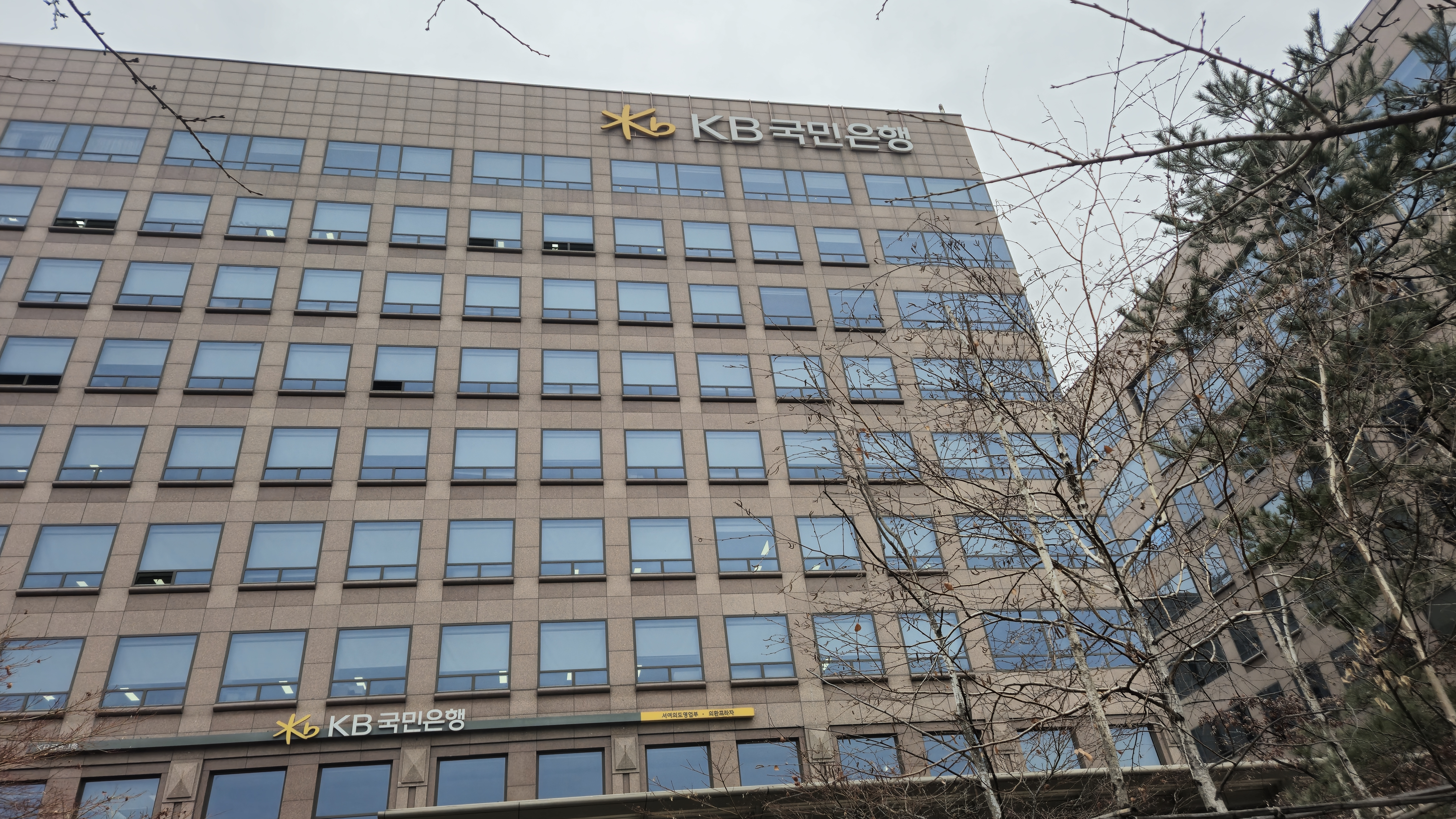
국민은행 좌측건물(서여의도 영업부)
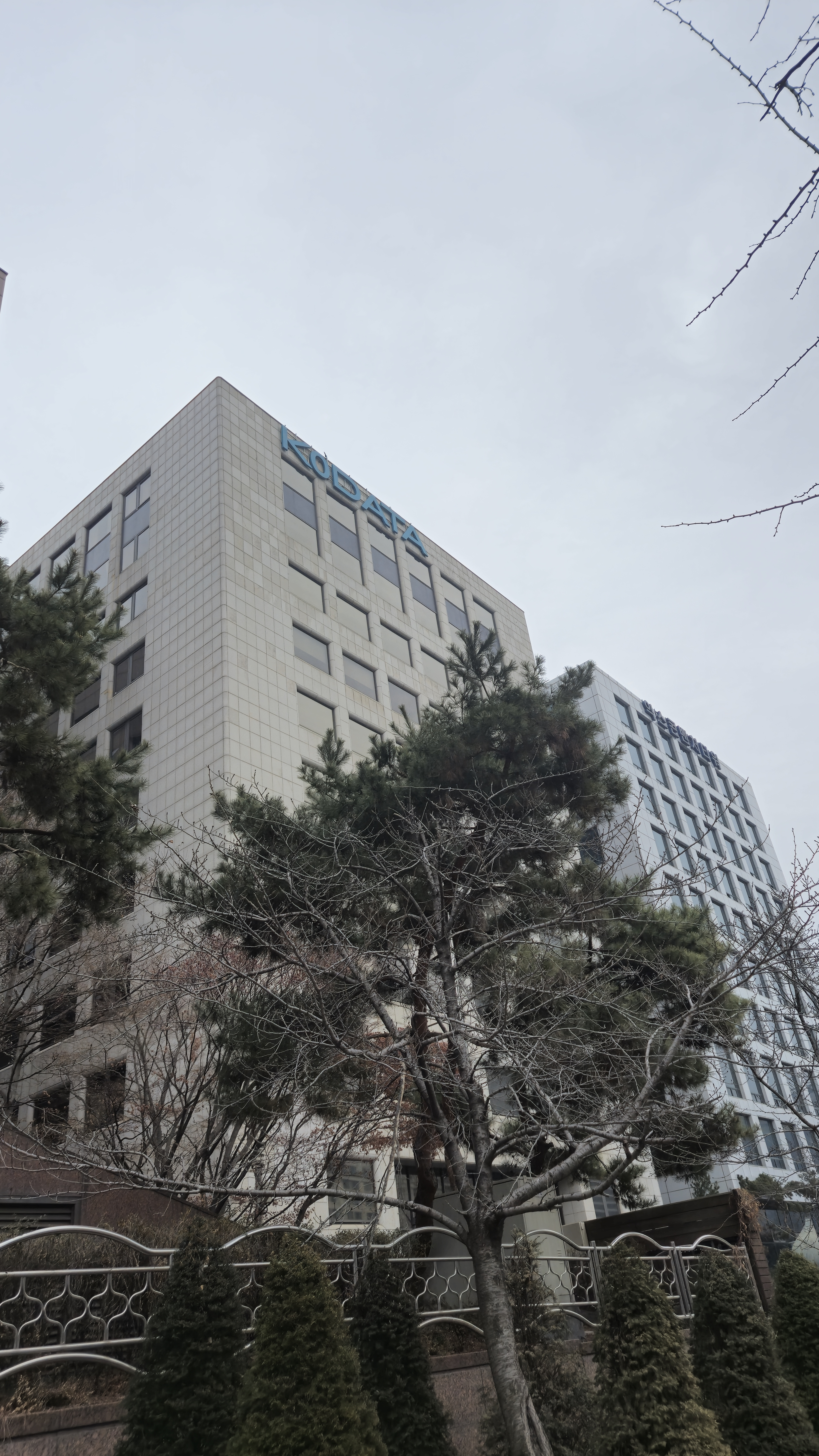
한국평가데이터(KODATA, 의사당대로 21)
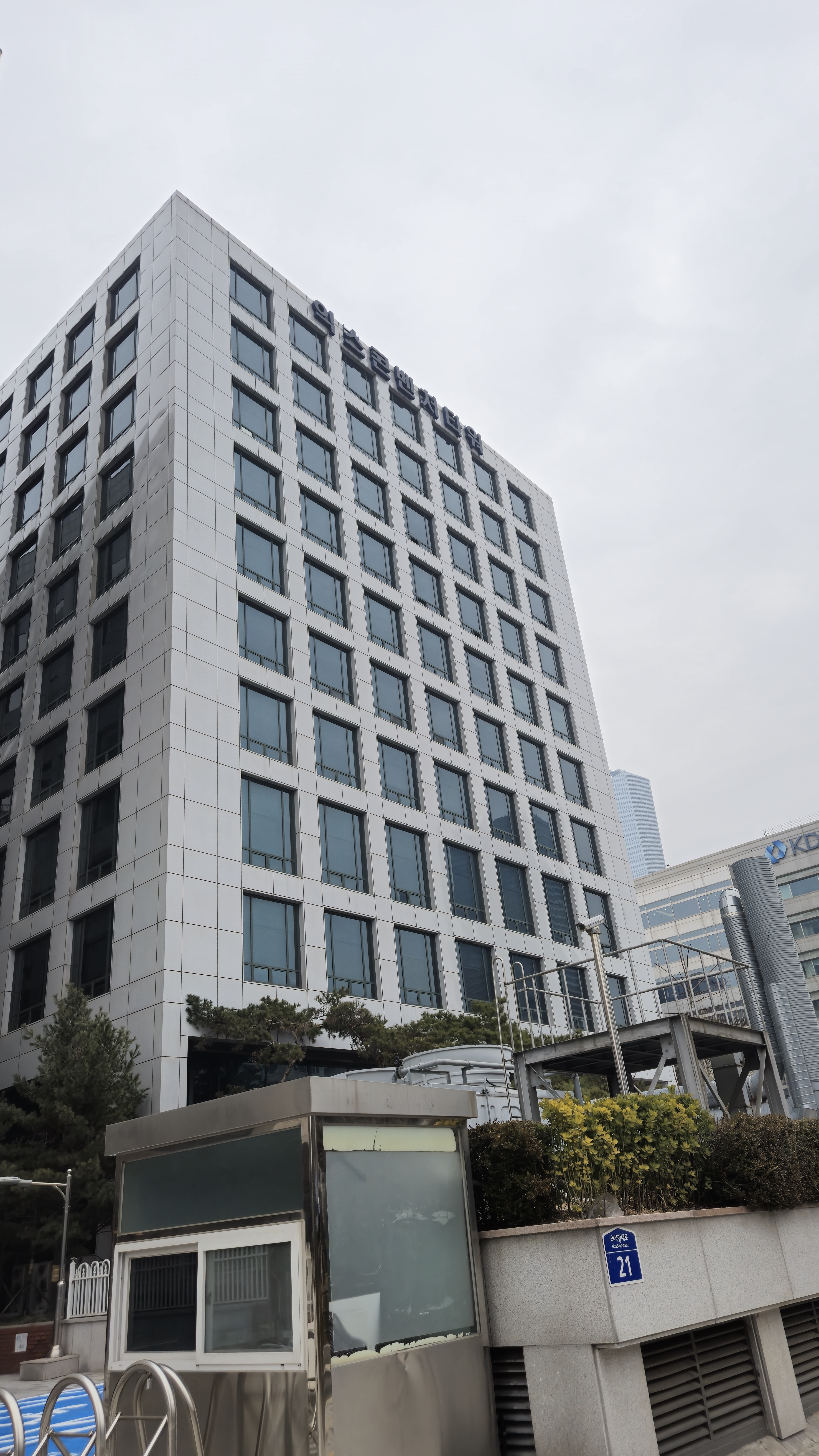
삼희익스콘벤처타워(은행로 3) 의사당대로와 은행로 교차구간에 있음